# FC Thai-Honda
Maillots
Le Football Club Thai-Honda (en thaï : สโมสรฟุตบอล ไทยฮอนด้า), plus couramment abrégé en FC Thai-Honda, est un club thaïlandais de football fondé en 1998 et basé à Bangkok, la capitale du pays.

## Palmarès
| Compétitions nationales |
| --- |
| - Championnat de Thaïlande D2 (1) : - Champion : 2016. - Vice-champion : 2005. - Championnat de Thaïlande D4 : - Vice-champion : 2014. |

## Personnalités du club

### Présidents du club
- Chainarong Hengpujarern

### Entraîneurs du club
- Khongpol Daorung